# Karl Frommann
Karl Friedrich Wilhelm Frommann (* 22. Mai 1831 in Jena; † 22. April 1892 ebenda) war ein deutscher Mediziner.

## Familie
Karl Frommann entstammte einer alten Verlegerfamilie. Er wurde als eines von sechs Kindern des Verlagsbuchhändlers Friedrich Frommann (1797–1886) und der Wilhelmine geb. Günther (1811–1877) geboren. Seine Großväter waren der Verleger und Buchhändler Carl Friedrich Ernst Frommann (1765–1837) und der weimarische Oberkonsistorialrat, Hof- und Garnisonprediger Wilhelm Christoph Günther (1755–1826). Sein Bruder Eduard Frommann (1834–1881) folgte seinem Vater als Verleger nach. Sein Schwager, Ehemann seiner Schwester Anna (1832–1922), war der Theologieprofessor Karl Albrecht Vogel von Frommannshausen (1822–1890).

## Leben
Karl Frommann studierte an den Universitäten Jena, Göttingen, Prag und Wien Medizin. 1852 wurde er Mitglied des Corps Saxonia Göttingen. 1854 wurde er zum Dr. med. promoviert. Nachdem er die Approbation erhalten und eine längere Auslandsreise unternommen hatte, wurde er 1856 Assistenzarzt an der medizinischen Klinik der Universität Jena. Von 1858 bis 1860 war er Hausarzt am deutschen Hospital in London. 1861 ließ er sich in Weimar als Arzt nieder. 1870 habilitierte er sich an der Ruprecht-Karls-Universität Heidelberg und wurde Privatdozent für Histologie. 1872 wechselte er an die Universität Jena, die ihn 1875 zum Professor ernannte. Bis zu seinem Tod forschte er vornehmlich über die normale und pathologische Anatomie und Histologie des Nervensystems.

## Ehrungen
Im Jahr 1883 wurde er in die Deutschen Akademie der Naturforscher Leopoldina gewählt.

## Schriften
- Untersuchungen über die normale und pathologische Anatomie des Rückenmarks. Teil 1 1864, Teil 2 1867.
- Untersuchungen über die normale und pathologische Histologie des centralen Nervensystems. 1876.
- Untersuchungen über die Gewebsveränderungen bei der multiplen Sclerose. 1878.
- Färbung der Binde- und Nervensubstanz durch Hydrarg. nitric und Structur der „Vervenzellen“. In: Virchow's Archiv. XXXI und XXXII.
- Fall von Hydrargyria. In: Virchow's Archiv. XVII.
- Beiträge zu Albert Eulenburgs Real-Encyclopädie der gesammten Heilkunde. Zweite Auflage.
  - Band 2 (1885) (Digitalisat), S. 536–577: Befruchtung